# 卡尔文·布里克
卡尔文·布里克（英語：Calvin Bricker，1884年11月3日—1963年4月24日），加拿大男子田径运动员。他曾代表加拿大参加1908年和1912年夏季奥林匹克运动会田径比赛，获得一枚银牌和一枚铜牌。